# Vojtěch Střondala
Vojtěch Střondala (* 17. prosince 2000 Ostrava) je český lední hokejista hrající na postu středního útočníka.

## Život
S hokejem začínal ve svém rodném městě, v celku HC Poruba. Ještě v mládežnickém věku (před sezónou 2016/2017) přestoupil do brněnské Komety. Během ročníku 2017/2018 se prvně objevil v zápase mezi muži. Následující sezónu vypomáhal formou hostování družstvu Horácké Slavie Třebíč a během sezóny 2019/2020 hostuje z Brna v celku Stadionu Litoměřice.
Na přelomu let 2019 a 2020 byl Střondala nominován trenérem Václavem Varaďou do reprezentačního mužstva účastnícího se mistrovství světa v ledním hokeji hráčů do 20 let, které se tehdy konalo v Ostravě a v Třinci. Na soupisku týmu však hned napsán nebyl. Dostal se na ni až před posledním utkáním v úvodní skupinové fázi turnaje, ve kterém se česká reprezentace utkala s Kanadou. Hned ve svém prvním zápase na turnaji vstřelil Střondala branku.